# Gaudent
Gaudent es una comuna francesa situada en el departamento de Altos Pirineos, en la región de Occitania.

## Demografía
| 48 | 49 | 40 | 40 | 34 | 45 | 35 |
| Para los censos de 1962 a 1999 la población legal corresponde a la población sin duplicidades (Fuente: INSEE [Consultar]) |    |    |    |    |    |    |